# Judith Jobse
Judith Jobse (Culemborg, 19 februari 1970), als artiestennaam tot 2004 meestal aangeduid met enkel Judith, is een Nederlandse zangeres. Ze is voornamelijk bekend van haar hit "You", uit 2001.
In 2004 wijzigde ze haar artiestennaam in Judith Jobse.

## Biografie
Als kind kreeg Judith piano en gitaarles en zong in koortjes. Toen ze op haar 19e in Nijmegen ging studeren zong ze daar in de hogeschoolband. Het beviel haar zo goed dat zij tijdens haar HBO opleiding educatief creatief werk met als hoofdvak muziek en als bijvak drama koos.
Vanaf haar 22e heeft Judith in verschillende bands gezeten. Ook deed ze verschillende keren mee met de regionale bandwedstrijd De Parel van de Betuwe, waar ze drie keer de prijs voor beste zangeres in de wacht sleepte. Tijdens haar studie in Nijmegen begon ze haar eigen nummers te schrijven.
Zij kreeg landelijke bekendheid toen zij in 2000 het RTL 4-programma Your Big Break won. In 2001 stond ze wekenlang boven in de hitlijsten met het winnende door haar zelf geschreven nummer "You" (geproduceerd door Humphrey Campbell). De single werd goud en ze kreeg een TMF-award voor meest veelbelovende act. Hierna volgde de singles "Sorry", "Scared" en het album "Blue Tears". In mei 2002 deed ze de Marlboro Flashbacks-tour met nummers van Madonna en in november/december kwam de single "When it Hits Home" (eindtune Big Brother 4) uit. In 2003 had ze op het internet een protestsong tegen de oorlog "Fools Rule the World".
In 2002 zong zij de herkenningstune van Big Brother 4 "When it Hits Home".
In 2004 greep zij met haar eigen compositie "Love Me" nét naast de eerste plaats tijdens het Nationaal Songfestival.
Klassiek pianist Jeroen van Veen, bekend van onder meer de albums met Philip Glass en Simeon ten Holt, maakte een intieme pianoversie van een aantal nummers van Judith.
In 2004 besloot zij na een aantal succesvolle jaren als zangeres en songwriter een muzikale pauze te nemen en het roer om te gooien. Ze richtte ze zich op succescoaching en stressmanagement voor artiesten. Daartoe had ze o.a. een opleiding gevolgd bij Hogeschool Nijmegen (1994 - Creatief Educatief Werk), Psychodidact (bachelor en master in stressmanagement), het Tarazat Instituut (Neuro Linguistisch Programmeren) en Interakt (Systemisch Werk).
Vanaf 2008 begon zij weer muziek te maken. Eind 2008 was zij te horen op de kerstsingle van de Nederlandse band JUNE, genaamd "Turn Off the Lights".
In 2009 kwam de single "Do You Need Me" (Rick Snel featuring Judith Jobse) uit bij het Nederlandse platenlabel Fektive Records. Dit nummer was een samenwerkingsverband met de Nederlandse (trance) producer Rick Snel, die tevens haar man is. In maart 2010 kwam de single "Remember" uit bij het Duitse platenlabel Afterglow Records. Beiden singles stonden in de internationale Trance Top-100 van Beatport. "Remember" kwam terecht op Trance 100 2010 van Armada (label van Armin van Buuren). De samenwerking tussen Judith en Rick bleek zo productief dat er in 2010 begonnen is met de opnames voor een album in het genre pop. Dit album, genaamd "Inner Life", kwam in 2012 uit onder de artiestennaam Déva Dyne. Dit album is opgenomen in de Volver Studio te Tilburg. Nummers op dit album zijn geschreven door Judith Jobse en Rick Snel.
De eerste single van het album, "Someday", is in januari 2012 uitgekomen. Voor "Someday" werd een videoclip opgenomen met animaties, gemaakt door filmmaker en kunstenaar Awik Balaian[dode link]

## Discografie

### Albums
| Album met eventuele hitnotering(en) in de Nederlandse Album Top 100 | Datum van verschijnen | Datum van binnenkomst | Hoogste positie | Aantal weken | Opmerkingen |
| ------------------------------------------------------------------- | --------------------- | --------------------- | --------------- | ------------ | ----------- |
| Blue Tears                                                          | 2001                  | 16-6-2001             | 27              | 10           |             |
| Inner Life                                                          | 2012                  | 01-05-2012            |                 |              |             |

### Singles
| Single met eventuele hitnotering(en) in de Nederlandse Top 40 | Datum van verschijnen | Datum van binnenkomst | Hoogste positie | Aantal weken | Opmerkingen             |
| ------------------------------------------------------------- | --------------------- | --------------------- | --------------- | ------------ | ----------------------- |
| You                                                           | 2001                  | 27-1-2001             | 2               | 15           | Alarmschijf             |
| Sorry                                                         | 2001                  | 2-6-2001              | 19              | 5            | Alarmschijf             |
| Scared                                                        | 2001                  | 25-8-2001             | tip37           |              |                         |
| When it Hits Home (Home Sweet Home)                           | 2002                  | 14-12-2002            | tip14           |              |                         |
| Rick Snel feat. Judith Jobse - Do You Need Me                 | 2009                  |                       |                 |              | Beatport Trance Top 100 |
| Rick Snel feat. Judith Jobse - Remember                       | 2010                  |                       |                 |              | Beatport Trance Top 100 |
| Déva Dyne - Someday                                           | 2012                  |                       |                 |              |                         |